# Laduslättasjön
Laduslättasjön är en sjö i Vetlanda kommun i Småland och ingår i Emåns huvudavrinningsområde. Sjön är 1,8 meter djup, har en yta på 0,51 kvadratkilometer och är belägen 208 meter över havet. Sjön avvattnas av vattendraget Hjärtån. Vid provfiske har bland annat abborre, braxen, gädda och mört fångats i sjön.

## Delavrinningsområde
Laduslättasjön ingår i det delavrinningsområde (635588-145281) som SMHI kallar för Inloppet i Hjärtasjön. Medelhöjden är 237 meter över havet och ytan är 33,2 kvadratkilometer. Det finns inga delavrinningsområden uppströms utan avrinningsområdet är högsta punkten. Hjärtån som avvattnar avrinningsområdet har biflödesordning 3, vilket innebär att vattnet flödar genom totalt 3 vattendrag innan det når havet efter 182 kilometer. Delavrinningsområdet består mestadels av skog (75 procent) och jordbruk (11 procent). Avrinningsområdet har 1,34 kvadratkilometer vattenytor vilket ger det en sjöprocent på 4 procent.

## Fisk
Vid provfiske har följande fisk fångats i sjön:
- Abborre
- Braxen
- Gädda
- Mört
- Sarv
- Sutare